# 异叶南洋杉
異葉南洋杉（學名：Araucaria heterophylla），又稱小葉南洋杉，是南洋杉属下的一个物种，原產澳洲諾福克島，主要分布地亦有新喀里多尼亚。

## 形態
常綠大喬木，樹幹直， 株高15~25公尺。高可達30公尺，側枝輪生於主幹上，每輪五六枝。枝條具韌性，抗風能力強，側枝輪生，水平展開，幼葉呈針形，老枝鱗狀葉呈三角狀卵圓形。末端枝條作密集排列，圓錐形樹冠， 葉子細長柔軟，尖而不刺手。為雌雄異株或雌雄同株而異枝，雄花果為黃褐色，雌花果略近球形，成熟帶有種子的雌果會掉下。有花朵但不醒目。

## 名字由來
異葉是有兩種葉片，分別是指嫩枝的葉片和老枝的葉片。

## 别名
诺福克南洋杉（经济植物手册）

### 閱讀
- 昆明植物研究所. . 《中国高等植物数据库全库》. 中国科学院微生物研究所.   [2009-02-24]. （原始内容存档于2016-03-05）.